# New Era, Michigan
New Era är en ort (village) i Oceana County i Michigan. Vid 2020 års folkräkning hade New Era 446 invånare.